# Cactus (альбом)
Cactus — дебютный студийный альбом нью-йоркской рок-группы Cactus, вышедший в 1970 году на лейбле Atco Records.
Подписав контракт с лейблами «Atco» и «Atlantic», музыканты оказались в «Break Out Studio». Репетиции пошли очень успешно и песни сочинялись прямо на ходу. Как писал Кармин Аписи:

Мы очень быстро написали наш дебютный альбом под одноимённым названием. Там была пара каверов — в том числе «Parchman Farm» Моуза Эллисона, где я делал безумно быстрый шафл на двойных бас-барабанах, который был таким быстрым, что звучал как убегающий товарный поезд. Я не был поклонником блюза, но убойная скорость и энергия сделали его отличной песней. Мы также записали песню Вилли Диксона «You Can’t Judge A Book By The Cover». Но кроме них, весь материал был оригинальным. Мы записали это в студии с нашими сценическими усилителями Marshall и всеми ящиками Тима. Это было все равно, что стоять рядом с реактивным двигателем в крошечной комнате. Неудивительно, что я сегодня наполовину глухой. Альбом «Cactus» с самого начала и до конца был убойным, и мы не могли дождаться, чтобы сыграть его вживую.
Оригинальный текст (англ.)We had written our selftitled debut album very quickly. There were a couple of covers—including Mose Allison's Allison's “Parchman Farm,” where I did a crazily fast double-bass-drum shuffle that was so fast it sounded like a runaway freight train. I wasn't a blues fan, but the kickass speed and energy made it a great song. We also did Willie Dixon's “You Can't Judge a Book by the Cover.” But other than those, it was all original material. We recorded it in a studio with our stage Marshall amps and all of Tim's cabinets. It was like standing next to a jet engine in a tiny room. No wonder I'm half-deaf today. The Cactus album was an asskicker from beginning to end, and we couldn't wait to play it live.

Пластинка представляла собой жесткое буги, и фирме «Atlantic» показалось, что её звучание слишком уж грубовато. Альбом пришлось перемикшировать, после чего лейбл придрался к обложке, которая первоначально представляла собой изображение золотистого кактуса на фоне красного предрассветного неба, причём кактус своим видом сильно напоминал половые органы, поэтому на более поздних изданиях альбома его сделали более ветвистым.

## Список композиций
Авторы песен — Эпис, Богерт, Дэй и Маккарти, кроме отмеченного.
1. «Parchman Farm» (Mose Allison) — 3:06
2. «My Lady from South of Detroit» — 4:26
3. «Bro. Bill» — 5:10
4. «You Can't Judge a Book by the Cover» (Willie Dixon) — 6:30
5. «Let Me Swim» — 3:50
6. «No Need to Worry» — 6:14
7. «Oleo» — 4:51
8. «Feel So Good» — 6:03

## Участники записи
- Rusty Day — вокал, гармоника
- Jim McCarty — гитара
- Tim Bogert — бас-гитара, бэк-вокал
- Carmine Appice — ударные, перкуссия, бэк-вокал